# シーサオワパーク
シーサオワパーク親王（？ - 1611年）はタイの王朝アユタヤー王朝の23代目の王。エーカートッサロット王の崩御の後、即位。即位後、間もなく次代のソンタム王に処刑された。